# Otto Ineichen
Otto Ineichen, né le 8 juin 1941 à Sursee et mort le 6 juin 2012 dans la même ville est un entrepreneur et une personnalité politique suisse, membre du parti libéral-radical.

## Biographie
Après avoir suivi ses études à Fribourg et Saint-Gall d'où il sort licencié en 1965, il fonde avec son frère une entreprise de boucherie qui fait faillite après 10 ans d'existence. Il crée alors en 1978 une chaine de supermarché spécialisée dans la revente de produits endommagés. L'entreprise s'appelle successivement Otto's Schadenposten, puis Otto's Warenposten et enfin Otto's dès 1999.
En 2003, il est élu au Conseil national comme représentant du canton de Lucerne. Il y est réélu en 2007. Le 9 janvier 2010, il remporte le « SwissAward » 2009 dans le domaine de la politique pour son projet « Speranza 2000 » qui offre une attestation de formation reconnue fédéralement aux jeunes sortant d'apprentissage. 
Il décède d'un arrêt cardiaque deux jours avant son septante-et-unième anniversaire.